# Кройцер, Йозеф
Йозеф Алоиз Кройцер (нем. Josef Alois Kreuzer; 8 апреля 1907, Хевингхаузен, Германская империя — 15 октября 1958, Гельзенкирхен, Северный Рейн-Вестфалия, ФРГ) — немецкий юрист, штандартенфюрер СС, руководитель айнзацгруппы G, начальник гестапо в Гамбурге.

## Биография
Йозеф Кройцер родился 8 апреля 1907 года в семье чиновника. Изучал право и в 1933 году получил докторскую степень. 1 октября 1931 года вступил в НСДАП (билет № 646335). 26 июня 1933 года был зачислен в ряды СС (№ 163103). С конца 1934 года служил в гестапо в Дюссельдорфе и занимал руководящие должности в гестапо в Кёльне, Кобленце, Трире и Аахене. С июня 1940 по сентябрь 1942 года был начальником гестапо в Мюнстере. Кроме того, возглавлял айнзацкоманду 3 в Нидерландах. С сентября 1942 по июнь 1944 года возглавлял гестапо в Гамбурге. На этой должности участвовал в депортации гамбургских евреев в концлагеря. С июня 1944 года возглавил айнзацгруппу G, подчиненную высшему руководителю СС и полиции на Чёрном море Рихарду Гильдебрандту и действовавшую в Румынии, а позднее в Венгрии. С конца октября 1944 по октябрь 1945 года был инспектором полиции безопасности и СД в Брауншвейге. В 1944 году получил звание штандартенфюрера СС.
После окончания войны был арестован 25 июня 1945 года в Брауншвейге и в 1948 году приговорён британским военным судом к пожизненному заключению. В 1954 году был освобождён из тюрьмы города Верль. Расследования, начатые против него в Билефельде, были прекращёны, в связи с его смертью в октябре 1958 года.